# Bruce Brown

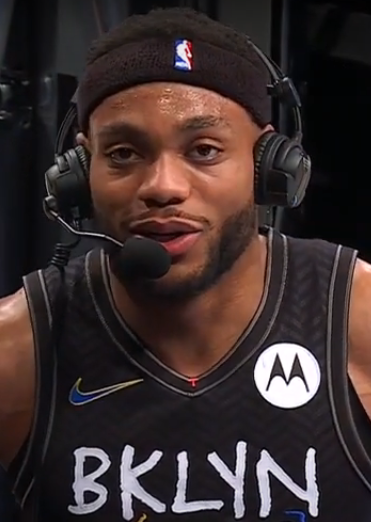
Bruce Brown, 2021.

Bruce Brown Jr., född 15 augusti 1996 i Boston i Massachusetts, är en amerikansk professionell basketspelare (SF/PG/SG) som spelar för Denver Nuggets i National Basketball Association (NBA). Han har tidigare spelat för Detroit Pistons, Brooklyn Nets, Indiana Pacers, Toronto Raptors och New Orleans Pelicans.
Brown var med och vinna NBA-mästerskapet, tillsammans med Denver Nuggets, för säsongen 2022–2023.
Han draftades av Detroit Pistons i andra rundan i 2018 års draft som 42:a spelare totalt.
Innan Brown blev proffs studerade han på University of Miami och spelade för deras idrottsförening Miami Hurricanes.